# Gisbert Voetius

Gisbert Voetius

Gisbert(us) Voetius (auch: Gijs Voet; * 3. März 1589 in Heusden, Niederlande; † 1. November 1676 in Utrecht) war ein reformierter Prediger, Pfarrer und Theologieprofessor. Er war 1636 Mitbegründer der Universität Utrecht und verfasste als erster Protestant eine Missionstheologie.

## Leben und Werk
Voetius wuchs anfänglich in einer gebildeten Familie auf. Sein Vater Paulus Voet war reformierter Pfarrer, verlor aber 1597 im Rahmen des Achtzigjährigen Krieges das Leben. Sein Sohn Gisbert kam zu einem Schmied in der Stadt, aber er konnte ab 1604 wegen seiner Lernbegabung und dank Unterstützung des Stadtrates das Kollegium in Leiden besuchen, wo er eine umfassende Bildung erhielt. Er studierte Theologie und Logik in Leiden, wo die Kontrahenten Franciscus Gomarus und Jacobus Arminius seine hauptsächlichen Lehrer waren. Er schlug sich auf die Seite von Gomarus, der die souveräne Gnade und Vorherbestimmung Gottes mehr betonte als die menschliche Wahlfreiheit.
1610 wurde er in Vlijmen, 1617 in seinem Geburtsort Heusden und Engelen Pfarrer und nahm in dieser Funktion als stimmberechtigtes Mitglied an der Dordrechter Synode (1618 bis 1619) teil.
Ab 1634 war Voetius Professor für Theologie und semitische Sprachen an der schola illustris in Utrecht, die 1636 zur Universität erhoben wurde, und gelangte zu großem Einfluss. Er galt als Führungsfigur der reformierten Orthodoxie in den Niederlanden und war ein hartnäckiger Gegner der Arminianer und der Cartesianer sowie von Johannes Coccejus und Jean de Labadie. Sein dogmatisches Hauptwerk heißt Selectae disputationes theologicae (Utrecht 1648). Der calvinistisch geprägte Voetius gilt als Begründer der Näheren Reformation und skizzierte als erster Protestant eine verständliche Missionstheologie. Darin formulierte er als Ziele die Bekanntmachung des Evangeliums und die Einrichtung von Kirchgemeinden zur Ehre Gottes.
Als Utrechter Hochschullehrer beteiligte er sich auch an den organisatorischen Aufgaben der 1636 gegründeten Universität und war in den Jahren 1641/42, 1660/61, 1671/72, 1675/76 Rektor der Alma Mater.
Mit seiner Disputation „de theologia practica“ schuf Voetius um 1642 den ersten Grundriss eines Programms für eine Praktische Theologie in der Kirchengeschichte. Die Disputation hat folgende Kapitel:
- Lehre von der Predigt (concionatoria),
- Lehre vom christlichen Leben (ascetia),
- Lehre von der Seelsorge (moralis seu casuistica), und die
- Lehre von der Kirchenleitung (politico-ecclesiastica).

Neben seiner universitären Tätigkeit predigte Voetius in Utrecht, bis er 84 Jahre alt war, und blieb bis zu seinem Tod Professor. Er wurde in der Utrechter Katharinenkirche beigesetzt.

## Privates
1612 heiratete er Deliana van Diest (1591–1679), mit der zehn Kinder hatte. Einer seiner Söhne war Paul Voet, der als Philosoph und Rechtsgelehrter ebenfalls an der Universität von Utrecht lehrte.

## Schriften (Auswahl)
- Exercitia et Bibliotheca, Studiosi Theologiae, 1644 und Wohlfart, Leipzig 1685
- Selectae Disputationes Theologicae, 5 Bände, 1648–1669
- Politica Ecclesiastica, 3 Bände, 1663–1676
- De praktijk der godzaligheid (TA ASKHTIKA sive Exercitia pietatis - 1664). 2 Bde. Tekstuitgave met inleiding, vertaling en commentaar door C. A. de Niet. Monografieën Gereformeerd Piëtisme, 2. De Banier, Utrecht 1995
- Diatribae, De Theologia, Philologia, Historia & Philosophia, Sacra. Utrecht 1668. Digitalisierte Ausgabe der SLUB Dresden (eBooks on Demand)
- Von Eintzeler Versammlung der Christen. Wo ihrer zwey, drey oder mehrere in dem Nahmen des Herrn zusammen kommen, übersetzt ins Deutsche, Eichenberg, Hanau 1678
- Tractatus Curiosus Rerum Theologicarum, Grossius, Frankfurt 1692